# William D. Hoard

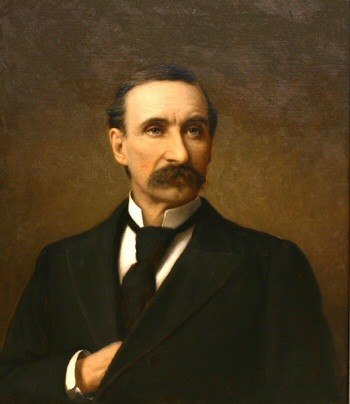
William D. Hoard

William Dempster Hoard (* 10. Oktober 1836 in Stockbridge, New York; † 22. November 1918) war ein US-amerikanischer Politiker (Republikanische Partei) und von 1889 bis 1891 der 16. Gouverneur des Bundesstaates Wisconsin.

## Frühe Jahre und Aufstieg in Wisconsin
William Hoard besuchte die örtlichen Schulen seiner Heimat und wurde dann zu einem Methodistenpfarrer ausgebildet. Er wurde aber nicht als Prediger tätig. Im Jahr 1857 kam er nach Oak Grove in Wisconsin. Im Dodge County arbeitete er bis 1861 auf verschiedenen Farmen der Gegend. Während des Bürgerkrieges war er zeitweise Militärmusiker.
Nach Kriegsende versuchte sich Hoard zunächst in verschiedenen Branchen eine Existenz aufzubauen. Schließlich hatte er mit der Gründung der Wochenzeitung „Hoard’s Dairyman“ Erfolg. Dieses Blatt wurde bald zu einer der größten und einflussreichsten landwirtschaftlichen Zeitungen im Mittleren Westen. Außerdem wurde Hoard zum Friedensrichter in Lake Mills ernannt und erhielt 1872 eine Anstellung in der Verwaltung des Staatssenats. Im Jahr 1880 war er Delegierter zur Republican National Convention, auf der James A. Garfield als Präsidentschaftskandidat nominiert wurde.

## Gouverneur von Wisconsin
Im Jahr 1888 wurde William Hoard zum neuen Gouverneur von Wisconsin gewählt: Mit 49,5 Prozent der Stimmen gewann er vor dem Demokraten James Morgan (43,8 Prozent). In seiner zweijährigen Amtszeit setzte er sich vor allem für die Landwirtschaft und hierbei besonders für die Milchbauern ein. Damals entstand eine neue Regierungsabteilung (Office of Dairy and Food Commissioner), die sich mit der Milch- und Lebensmittelproduktion befasste. In der Schulpolitik wurde die allgemeine Schulpflicht für mindestens 60 Tage im Jahr für Kinder ab fünf Jahren eingeführt. Außerdem sollten fortan alle Fächer in Englisch gelehrt werden. Bis dahin wurde die Schule teilweise auf Deutsch oder Norwegisch gehalten, weil der Bevölkerungsanteil dieser Gruppen in Wisconsin sehr hoch war. Mit diesem Gesetz machte sich Hoard bei vielen Bürgern unbeliebt, was im Jahr 1890 zu seiner Abwahl führte. Daher musste er am 5. Januar 1891 sein Amt aufgeben.

## Weiterer Lebenslauf
Nach dem Ende seiner Amtszeit widmete sich Hoard wieder seiner Zeitung und unterstützte weiterhin die Milchbauern. Er war Mitbegründer eines entsprechenden Interessenverbandes (Northwestern Dairymen’s Association). Später wurde er auch Mitglied im National Farmers Congress und einer bundesweiten Vereinigung der Milchproduzenten. William Hoard war außerdem im Kuratorium der University of Wisconsin. Er starb im November 1918. Zusammen mit seiner Frau Agnes E. Bragg hatte er drei Kinder.